# NK Bektež
NK Bektež je hrvatski nogometni klub iz Bekteža. 

## Povijest
Prvi organizirani počeci igranja nogometa u Bektežu mogu se računati od 1973. godine, kada su tadašnji dječarci Mato Ramić i Josip Galić sa svojim prijateljima samoinicijativno osnovali prvi klub NK Polet Bektež. Svega nekoliko godina kasnije, 1975. godine, osnovan je i sličan rivalski NK Favorit, kojega je sa svojim prijateljima osnovao Vinko Mandić. Dakle, već ranih sedamdesetih godina rađala se ideja o nogometu u Bektežu. Konačno su 1981. godine osnovan NK Bektež, a već je naredne godine izboren viši rang natjecanja. Tada su prvi Upravni odbor NK Bektež činili: Dominik Galić, Zdravko Galić, Antun Mijoković, Dragutin Đikić, Stjepan Marjanović ml., Josip Galić, Mato Ramić, Stjepan Vardić i Vinko Mandić. Ovako organizirani nogomet igrao se sve do početka Domovinskog rata, kada zbog ratnih stradanja i složenih okolnosti zamire nogometni rad u cijeloj novonastaloj samostalnoj Republici Hrvatskoj. U to vrijeme većina članova kluba odlazi u postrojbe Hrvatske vojske. Stradavaju mnogi, a nažalost u obrani domovine svoj život izgubio je ponajbolji nogometaš i kapetan ekipe Dragan Jajić. Poslije Domovinskog rata nova generacija nogometnih entuzijasta na čelu s Damirom Galićem, Ivicom Malnarom, Miroslavom Mijokovićem i Stjepanom Vardićem, te ostalim mještanima ponovno aktivira rad u NK Bektež, uređuje se igralište, te nastavlja kontinuitet igranja nogometa, što traje i danas. 2006. godine započela je i izgradnja objekta za potrebe nogometnog kluba. NK Bektež polaže velike napore u rad s mladima, s kojima su radili treneri Miroslav Mijoković, Zdravko Reiter, Damir Galić, Đuro Mandić te ponovno Damir Galić.
Trenutačno se natječe u 1. ŽNL Požeško-slavonskoj.